# أنيسيت إيينغا
أنيسيت إيينغا (بالفرنسية: Anicet Eyenga)‏ (9 أغسطس 1986 بدوالا في الكاميرون - ) هو لاعب كرة قدم كاميروني في مركز الهجوم. لعب مع أولمبي الشلف وأوليمبياكوس فولو ونادي القطن ونادي دهوك ونادي ستراسبورغ وÇetinkaya Türk S.K. ‏ ونادي سلاغور الثاني ‏ وKF Elbasani ‏.

## روابط خارجية
- أنيسيت إيينغا على موقع قاعدة بيانات كرة القدم.إي يو (الإنجليزية)
- أنيسيت إيينغا على موقع Soccerway.com (الإنجليزية)
- أنيسيت إيينغا على موقع عالم كرة القدم.نت (الإنجليزية)